# 中嶋かねこ
中嶋 かねこ（なかじま かねこ、1981年4月21日 - ）は、神奈川県出身の女優、グラビアアイドル。本名は中嶋周子（読みは同じ）。サンミュージックブレーン所属。

## 略歴・人物
物心ついた時から芸能界に憧れており、オーディションの広告を見て「やってみたいな」と思っていたものの、「いつかはなれる」と思っていたので、それほど活動もせず。いつの間にか芸能界デビューには不相応な年齢にまで達していたため、慌てて活動を開始し、現在の事務所へ。現在は女優の端役をこなしつつ、演技の勉強の日々を送っている。
趣味は読書、占い、裁縫、旅行、サウナ。特技は物真似、掃除（特に水周り）。

## 出演

### 映画
- スプリング☆デイズ（2007年）

### CM
- 東洋水産 マルちゃん 赤いきつねと緑のたぬき（2005年）
- プロミス（2006年）

## 作品

### ビデオ・DVD
- The Bliss Body 幸せのカラダ。〜わたしが癒します〜（2006年、BNS）